# Хезеріш
Хезеріш (рум. Hezeriș) — село у повіті Тіміш в Румунії. Входить до складу комуни Коштею.
Село розташоване на відстані 357 км на північний захід від Бухареста, 54 км на схід від Тімішоари.

## Населення
За даними перепису населення 2002 року у селі проживали 267 осіб, з них 263 особи (98,5 %) румунів. Рідною мовою 264 особи (98,9 %) назвали румунську.